# Raoul Behrend
Raoul Behrend, né en 1964, est un astronome suisse.

## Découvertes
Le Centre des planètes mineures le crédite de la découverte de douze astéroïdes effectuée entre 2003 et 2006, en partie avec la collaboration de Grégoire Bourban, Romain Gauderon et Christel Vuissoz.
L'astéroïde (18874) Raoulbehrend lui a été dédié,.
Étude de l'axe de rotation de la comète 19P/Borelly.
| (116166) Andrémaeder | 3 décembre 2003 |